# Fernandezina
Fernandezina là một chi nhện trong họ Palpimanidae.